# Matthias Gallas

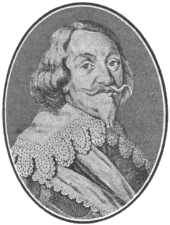
Matthias Gallas

Matthias Gallas hertig av Lucera, född 16 september 1584 i Trento, död 25 april 1647, tysk fältherre i kejserlig tjänst.
Gallas var först spansk militär, och trädde  i katolska ligans tjänst 1618, och utmärkte sig bland annat i slaget vid Stadtlohn 1623. Han blev friherre 1627. År 1629 trädde Gallas som nyutnämnd generalvaktmästare i kejserlig tjänst och deltog därefter i Mantuanska tronföljdskriget. 1631 var han tillbaka till den tyska krigsskådeplatsen och han utnämndes av Gallas på Albrecht von Wallensteins order till generalfälttygsmästare. År 1632 blev han riksgreve och deltog samma år i striderna vid Nürnberg som resulterade i hans befordran till fältmarskalk. Vintern 1632-33 kommenderade Gallas i Schlesien. Han åtnjöt fortfarande Wallenstens synnerliga förtroende och blev 1633 generallöjtnant och fältherrens närmaste man. Vid konflikten med kejsaren svek dock Gallas sin fältherre och erhöll bland annat Friedland som förläning. Sin plats i armén bibehöll han och hade stor del i segern i slaget vid Nördlingen. Hans trupper intog Regensburg efteråt. Han fick flera titlar inklusive  greve av Campo och hertig av Lucera. Efter en del framgångar så misslyckades dock hans fälttåg i Frankrike, och mot Johan Banér fältherreskicklighet kom Gallas till korta, varpå han 1639 tvingades nedlägga sitt befäl. 1643 trädde Gallas visserligen åter i tjänst, men mot Lennart Torstenson 1644 kunde Gallas intet uträtta, hans armé upprevs, och bad om att bli befriad från sitt befäl. Han blev istället president i hovkrigsrådet. I december 1646 återkallades han I tjänst i armén men avled 1647. 
Gallas kallades redan av samtiden "Herrverderber" (härfördärvaren) och den allmänna meningen i Tyskland var att han saknade kompetens.